# دی‌ایزوپروپیل تارتارات
دی ایزو پروپیل تارتارات (به انگلیسی: Diisopropyl tartrate) با فرمول شیمیایی C۱۰H۱۸O۶ یک ترکیب شیمیایی با شناسه پاب‌کم ۱۰۲۷۶۸ است. که جرم مولی آن 234.25 g/mol می‌باشد. 